# Soy tu dueña
Soy tu dueña est une telenovela mexicaine diffusée en 2010 par Televisa.

## Distribution
- Lucero - Valentina Villalba Rangel de Montesinos "La Dueńa"
- Fernando Colunga - José Miguel Montesinos
- Gabriela Spanic  - Ivana Dorantes Rangel
- Sergio Goyri - Rosendo Gavilán
- Jacqueline Andere - Leonor de Montesinos
- David Zepeda - Alonso Peñalvert
- Silvia Pinal - Isabel Rangel Vda. de Dorantes
- Ana Martín - Benita Garrido
- Jose Carlos Ruiz - Sabino Mercado
- Eric del Castillo- Federico Montesinos
- Julio Alemán - Ernesto Galeana
- Marisol del Olmo - Gabriela Islas
- Fabián Robles - Felipe Santibáñez
- Eduardo Capetillo - Horacio Acosta
- Carlos Bracho - Padre Justino Samaniego #1
- Arsenio Campos - Padre Justino Samaniego #2
- Paul Stanley - Timoteo
- Cristina Obregón - Sandra Enriqueta Macotela Bermúdez
- Claudio Báez - Óscar Ampúdia
- Alejandra Procuna - Brenda Castaño Lagunes
- Anabel Ferreira - Amparo
- Ana Bertha Espín - Enriqueta Bermúdez de Macotela
- Raúl Padilla "Chóforo" - Padre Ventura Menchaca
- David Ostrosky - Moisés Macotela
- Fátima Torre - Iluminada Camargo
- Guillermo Capetillo- Rogelio Villalba
- Marisol Santacruz - Cecilia Rangel de Villalba
- Rossana San Juan - Crisanta Camargo
- Diana Osorio - Margarita Corona
- Emoé de la Parra - Narda de Ampúdia
- Mario del Río - Filadelfo Porras
- Claudia Ortega - Teresa de Granados
- Eduardo Rivera - Juan Granados
- Diego Ávila - Chuy Granados
- Evelyn Ximena - Teresita Granados
- Alejandro Ruiz - Nazario Melgarejo
- Gerardo Albarrán - Nerón Almoguera
- Tony Vela - Comandante Bruno Toledo
- Aurora Clavel - Doña Angustias
- Juan Carlos Serrán - Librado Manzanares
- Myrrah Saavedra - Leonela Lagunes de Castaño
- Niko Caballero - Santiaguito Peñalvert Castaño
- Pilar Montenegro - Arcelia Olivares
- Eduardo Rodríguez - Esteban Noguera
- Vicente Herrera - Dante Espíndola
- Tony Bravo - Evelio Zamarripa
- Servando Manzetti - Úrsulo Barragán
- Salvador Ibarra - Celso Lagunes
- María Prado - Griselda
- Janet Ruiz - prisonnier
- Adriana Laffan - prisonnier
- Martha Julia - Dame d'honneur #1
- Silvia Ramirez - Dame d'honneur #2
- Cristina Bernal - Dame d'honneur #3
- Manola Diez - Dame d'honneur #4
- Rebeca Mankita - Dame d'honneur #5
- La Arrolladora Banda El Limón - Eux-mêmes

## Versions
- La doña (1972), produit par Román Chalbaud pour RCTV, dirigée par Arquímedes Rivero, et avec Lila Morillo et Elio Rubens.
- Doménica Montero (1978), dirigée par Lorenzo de Rodas et produit par Valentín Pimstein pour Televisa; avec Irán Eory, Rogelio Guerra et Raquel Olmedo.
- Amanda Sabater (1989), dirigée par Gabriel Walfenzao pour RCTV; avec Maricarmen Regueiro et Iván Moros.
- El desafío (1995), dirigée par Renato Gutiérrez; produit par Carlos Lamus et Hernando Faria pour RCTV; avec Caluda Venturini, Henri Soto et Mimi Lazo.
- La dueña (1995), dirigée par Roberto Gómez Fernández, et produit par Florinda Meza pour Televisa; avec Angélica Rivera, Francisco Gattorno et Cynthia Klitbo.
- Amor e Ódio (2001), dirigée par Jacques Lagôa, Henrique Martins et Antonino Seabra; produit par David Grimberg et Gilberto Nunes pour SBT; avec Suzy Rêgo, Daniel Boaventura et Viétia Rocha.